# Liolaemus bitaeniatus
Liolaemus bitaeniatus este o specie de șopârle din genul Liolaemus, familia Tropiduridae, descrisă de Laurent 1984. Conform Catalogue of Life specia Liolaemus bitaeniatus nu are subspecii cunoscute.